# Cerro Chochis
Cerro Chochis är ett berg i Bolivia.   Det ligger i departementet Santa Cruz, i den östra delen av landet, 600 km öster om huvudstaden Sucre. Toppen på Cerro Chochis är 553 meter över havet, eller 40 meter över den omgivande terrängen. Bredden vid basen är 1,8 km.
Terrängen runt Cerro Chochis är platt åt nordväst, men åt sydost är den kuperad. Trakten runt Cerro Chochis är nära nog obefolkad, med mindre än två invånare per kvadratkilometer..
I omgivningarna runt Cerro Chochis växer huvudsakligen savannskog.